# 武长友
武长友（1926年—），河北清河人，中国人民解放军将领、中国人民解放军空军中将。
1988年，授予中国人民解放军空军中将，曾任广州军区空军纪委书记。